# Орган самоорганізації населення
Органи самоорганізації населення (ОСН) — органи, що утворюються в Україні жителями населених пунктів (та їх частин) для вирішення окремих питань місцевого значення. ОСН можуть утворюватися на території окремого будинку, вулиці, кварталу, мікрорайону, району у місті, села або селища у формі відповідно будинкових, вуличних, квартальних та інших комітетів. Такі органи поєднують у собі риси як представницьких органів місцевого самоврядування, так і громадських об'єднань.
Законом України «Про місцеве самоврядування в Україні» ОСН віднесені до системи місцевого самоврядування в Україні. Основні питання діяльності органів самоорганізації населення регулюються Законом України «Про органи самоорганізації населення» (зі змінами), ухваленим Верховною Радою України у 2001 році.

## Історія
Історія ОСН є досить давньою. У тій чи іншій мірі такі інституції існували в Україні впродовж багатьох століть.
На початку ХХ століття у містах України почали виникати будинкові, вуличні, квартальні та інші комітети.
За часів СРСР «домкоми» (домові/будинкові комітети) стали використовуватись уже не як здобутки демократії, а як продовження партійного керівництва до квартир та будинків, хоча і в цей період у багатьох містах домові чи квартальні комітети були досить впливовими організаціями. У період 1950—1980-х років такі комітети стали узагальнено називатися «органами громадської самодіяльності».
17 жовтня 1975 року Президія Верховної Ради Української РСР затвердила «Положення про громадські селищні, сільські, вуличні, квартальні, дільничні, домові комітети в Українській РСР», а 7 січня 1981 року — нову редакцію цього положення. Такі комітети визначалися «органами громадської самодіяльності населення, основне завдання яких полягає в широкому залученні громадян до вирішення питань державного, господарського і соціально-культурного будівництва, віднесених до відання Рад народних депутатів».
9 квітня 1990 року в СРСР було ухвалено закон «Про загальні засади місцевого самоврядування і місцевого господарства в СРСР», яким до радянського законодавства було введено термін «органи територіального громадського самоврядування». Згодом цей термін був також використаний у Законі УРСР «Про місцеві Ради народних депутатів Української РСР та місцеве самоврядування», ухваленому Верховною Радою УРСР 7 грудня 1990 року.
26 березня 1992 року Верховна Рада України затвердила нову редакцію закону «Про місцеві Ради…», назвавши його Законом України «Про місцеві Ради народних депутатів та місцеве і регіональне самоврядування». У цій редакції закону було використано термін «органи територіальної самоорганізації громадян».
28 червня 1996 року було ухвалено Конституцію України, у якій було використано сучасну назву «органи самоорганізації населення». Згодом ця назва увійшла до Законів України «Про місцеве самоврядування в Україні», «Про органи самоорганізації населення» та до інших нормативних актів.
Після ухвалення Закону України «Про місцеве самоврядування в Україні», а потім і Закону України «Про органи самоорганізації населення» від 11 липня 2001 року № 2625-III, ОСН стали впроваджуватись у багатьох українських містах і сільрадах.